# Бели Лом (резерват)
Вижте пояснителната страница за други значения на Бели Лом.
Бели Лом е резерват разположен в североизточна България.

## Основаване и статут
Обявен е за резерват с обща площ 775,54 хектара със Заповед No.393 на Комитета за опазване на природната среда при Министерски съвет от 12 май 1980 година, за да се запазят характерни за Лудогорието горски екосистеми.

## География
Резерватът е разположен в южната част на Лудогоро-Добруджанския район. Той включва издънкови дъбово-липови гори, които се обитават от редки и застрашени от изчезване видове птици. За естествените граници от север и изток му служат бреговете на река Бели Лом, а от запад местностите „Исток чешма“ и „Ново село“. На юг резерватът граничи с горски площи и обработваеми земи. Той може да се наблюдава от местността „Калето“ под село Кривня, а от западната страна до него може да се достигне от шосето Цар Калоян-Ветово след известен преход срещу течението на река Бели Лом.

## Флора
Растителността е представена от характерни издънкови дъбово-липови гори и от интересни храстови съобщества по скалистите терени. Голяма част от територията му е покрита от гори благун, летен и зимен дъб, сребролистна липа и дребнолиста липа. Срещат се и обикновен и келяв габър, бряст, полски клен, шестил, мекиш, ясен, мукиня, горска ябълка и дива круша, а от храстите - глог, люляк, драка и смрадлика. На места са били извършени изкуствени залесявания с акация. Бреговете на реката са обрасли от различни видове върби, елши и бяла топола, а водната повърхност на разливите често е покрита от водна леща, мириофилум или стрелолист.

## Фауна
В резервата се срещат около 70 вида птици, основна част от които са пойни, което е допринесло за включването на резервата в списъка на орнитологично важните места в България, заедно с Природен парк „Русенски Лом“. В резервата се срещат няколко вида кълвачи, бял щъркел, гривеста и ръждива чапла; от дневните грабливи птици — петнистият орел, осоядът, обикновеният мишелов, соколът орко, големият и мaлък ястреб, горска ушата сова и чухалът.
Земноводните са представени от няколко вида жаби, дъждовник; от влечугите – пепелянка, няколко вида гущери и костенурки, а от бозайниците-различни видове прилепи, благороден елен, сърна, дива свиня, лисица, вълк, язовец, черен пор, невестулка, дива котка, заек, таралеж и др.